# 小行星8969
小行星8969（8969 Alexandrinus）是一颗绕太阳运转的小行星，为主小行星带小行星。该小行星于1973年9月29日发现。

## 轨道参数
小行星8969的轨道半长轴为2.4065466 UA，离心率为0.079。
| 前一小行星： 小行星8968 | 小行星列表 | 後一小行星： 小行星8970 |